# ستيف هيلير
ستيف هيلير (بالإنجليزية: Steve Hillier)‏ هو كاتب أغاني وملحن بريطاني، ولد في 14 مايو 1969.

## وصلات خارجية
- الموقع الرسمي
- ستيف هيلير على موقع ميوزك برينز (الإنجليزية)
- ستيف هيلير على موقع ديسكوغز (الإنجليزية)